# Svinekrigen (1859)
 For alternative betydninger, se Svinekrigen. (Se også artikler, som begynder med Svinekrigen)
Svinekrigen (engelsk: Pig War, Pig Episode, San Juan Boundary Dispute eller Northwestern Boundary Dispute) var en grænsekonflikt i 1859 mellem Storbritannien og USA med hensyn til grænsen mellem Canada og USA ved Stillehavet. Konfliktens navn refererer til, at det eneste offer var en gris.

## Historie
Grænsen mellem USA og Canada i denne region var fastlagt i en traktat fra 15. juni 1846, navngivet Oregon-traktaten, som blev skrevet ned til, at grænsen gik langs den 49. breddegrad og i midten af kanalen som deler Vancouver Island fra fastlandet, og i midten af Juan de Fuca-strædet frem til Stillehavet. Men der er faktisk to stræder, der kunne kaldes midten af kanalen: Harostrædet, langs vestsiden af San Juan Islands og Rosariostrædet, langs den østlige side. Derfor gjorde både USA og England krav på øerne.
Præcis 13 år senere var uklarheden anledning til en åben konflikt. Den 15. juni 1859 skød den amerikanske bonde Lyman Cutlar en fremmed gris som han opdagede på sin landbrugsmark. Grisen tilhørte en irer som var ansat hos Hudson's Bay Company. De britiske myndigheder truede Cutlar med fængsel og de amerikanske nybyggere reagerede ved at bede om militær bistand fra den amerikanske hær. Storbritannien sendte tre krigsskibe til området og i flere dage var truslen om krig stor, men ingen skud blev affyret.
Den amerikanske præsident James Buchanan sendte i september general Winfield Scott, sammen med guvernør James Douglas, til San Juan Island for at løse krisen. Resultatet var, at begge parter enedes om at fastholde den fælles besættelse, men på et reduceret omfang. Den britiske lejr blev etableret på nordsiden af øen for at sikre den nemme pleje og nem adgang og den amerikanske lejr blev etableret på sydsiden af øen på et højt punkt, bekvemt for artilleri.
Først tolv år senere bestemte en kommission under ledelse af den tyske kejser Wilhelm 1. at San Juan Islands skulle blive amerikansk territorium.
48°27′42″N 123°00′24″V / 48.4616°N 123.0066°V